# Груздів
Груздів — колишній хутір у Маломошковецькій сільській раді Андрушівського району Бердичівської округи Української СРР.

## Населення
Відповідно до перепису населення СРСР 17 грудня 1926 року, чисельність населення становила 4 особи, з них 3 чоловіків та 1 жінка; за національністю — українці. Кількість господарств — 1.

## Історія
Заснований у 1922 році. До червня 1925 року входив до складу Коднянського району Житомирської округи Волинської губернії. Станом на 17 грудня 1926 року підпорядкований Маломошковецькій сільській раді Андрушівського району Бердичівської округи. Відстань до центру сільської ради с. Малі Мошківці становила 1,5 версти, до районного центру с. Андрушівка — 12 верст, до окружного центру в Бердичеві — 20 верст, до найближчої залізничної станції Андрушівка — 13 верст.
Знятий з обліку населених пунктів до 1 жовтня 1941 року.